# Base antártica Esperanza
La base antártica Esperanza (BAE) es una estación científica de la República Argentina ubicada en punta Foca (entre las caletas Choza y Águila) de la bahía Esperanza en la península Trinidad, la cual se halla sobre el estrecho Antarctic en la península Antártica (o Tierra de San Martín) en la Antártida Argentina. Junto a la chilena Villa Las Estrellas (que desde 2018 cerró su escuela F-50, por lo que la única escuela para niños funcionando es la argentina) son los únicos establecimientos de la Antártida en donde había personal temporal cumpliendo funciones militares, científicas o de servicio acompañados de sus familias. Se llamó base de ejército Esperanza hasta que en la década de 1990 su nombre fue modificado a base antártica Esperanza.
El lema de la base es: «Permanencia, un acto de sacrificio».
Las actividades científicas en la base están reunidas en el LABES (Laboratorio Antártico Mutidisciplinario en Base Esperanza).

## Historia

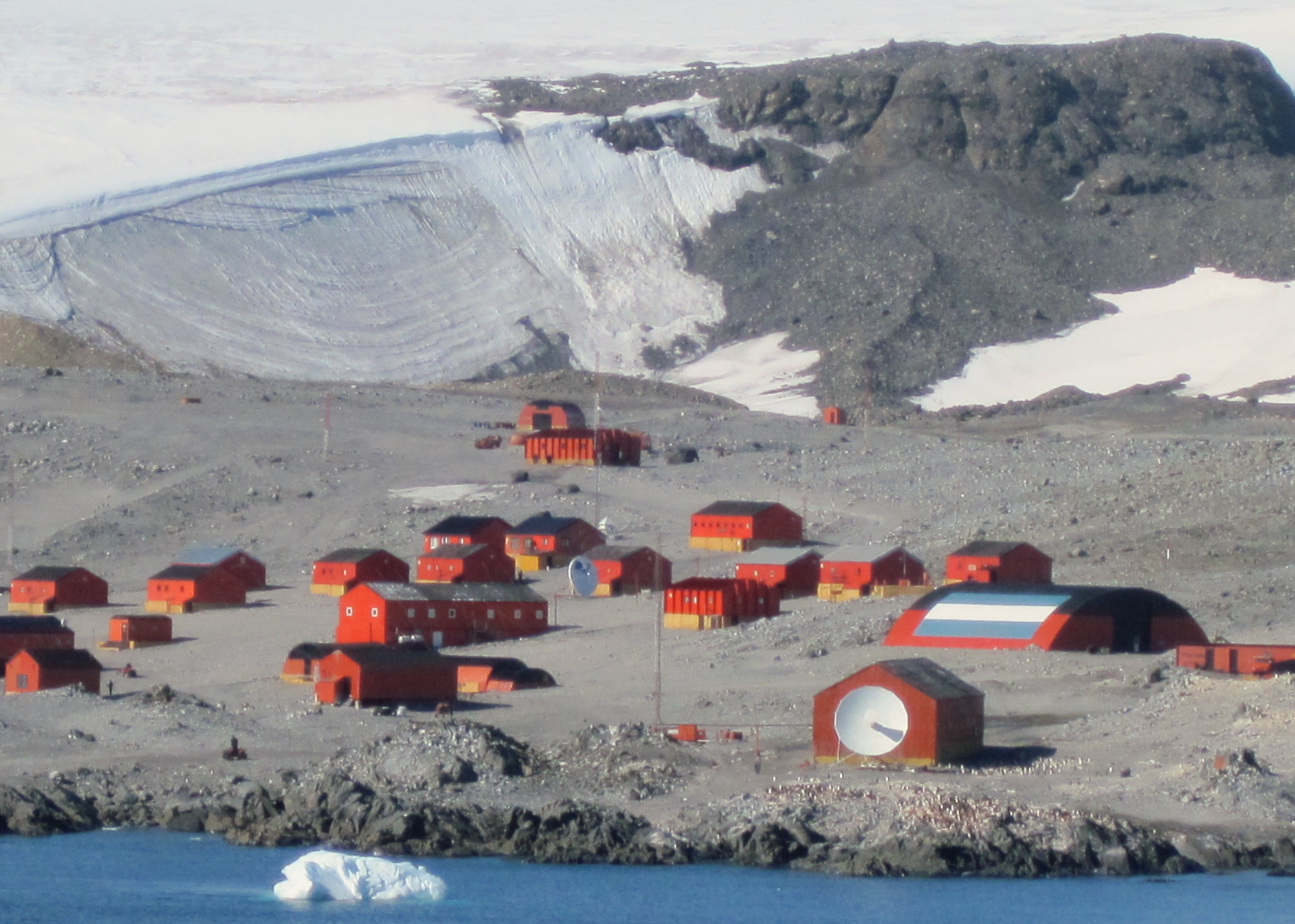
Base Esperanza en 2012.

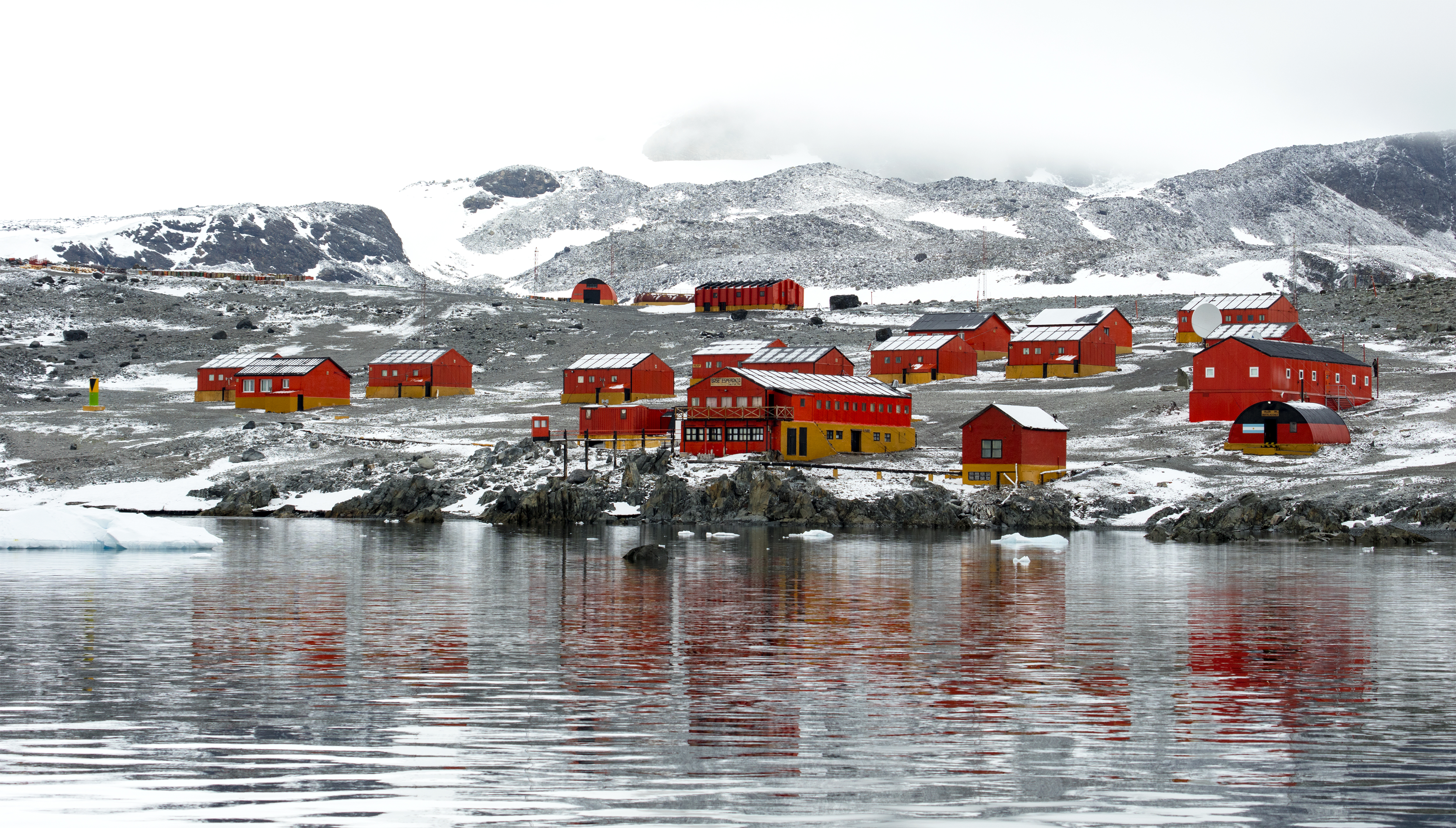
Base Esperanza en 2016.

### Antecedentes
El refugio de piedra conocido como Choza de los Suecos fue erigido en la bahía Esperanza por los náufragos del barco Antarctic de la Expedición Antártica Sueca dirigida por Otto Nordenskjold. Los náufragos ocuparon la choza entre el 12 de marzo y el 29 de septiembre de 1903, cuando fueron rescatados por la corbeta Uruguay.
La Base D fue establecida el 13 de febrero de 1945 por el Reino Unido en la bahía Esperanza, pero se incendió parcialmente el 8 de noviembre de 1948 y permaneció ocupada hasta el 4 de febrero de 1949.
La Armada Argentina en enero de 1952 puso en servicio el faro Esperanza, ubicado en la mayor de las rocas Grunden de la caleta Choza, al sudeste de bahía Esperanza. El 14 de enero de 1952 comenzó la construcción del destacamento naval Esperanza, que fue inaugurado el 31 de marzo de 1952. 
Este lugar fue escenario del primer tiroteo bélico en la Antártida el 1 de febrero de 1952 cuando un equipo de la Armada Argentina, luego de realizar una advertencia, disparó ráfagas de ametralladora sobre un equipo civil del Falkland Islands Dependencies Survey que descargaban materiales del barco John Biscoe con la intención de reconstruir la Base D, y lo obligó a reembarcar.

### Base Esperanza

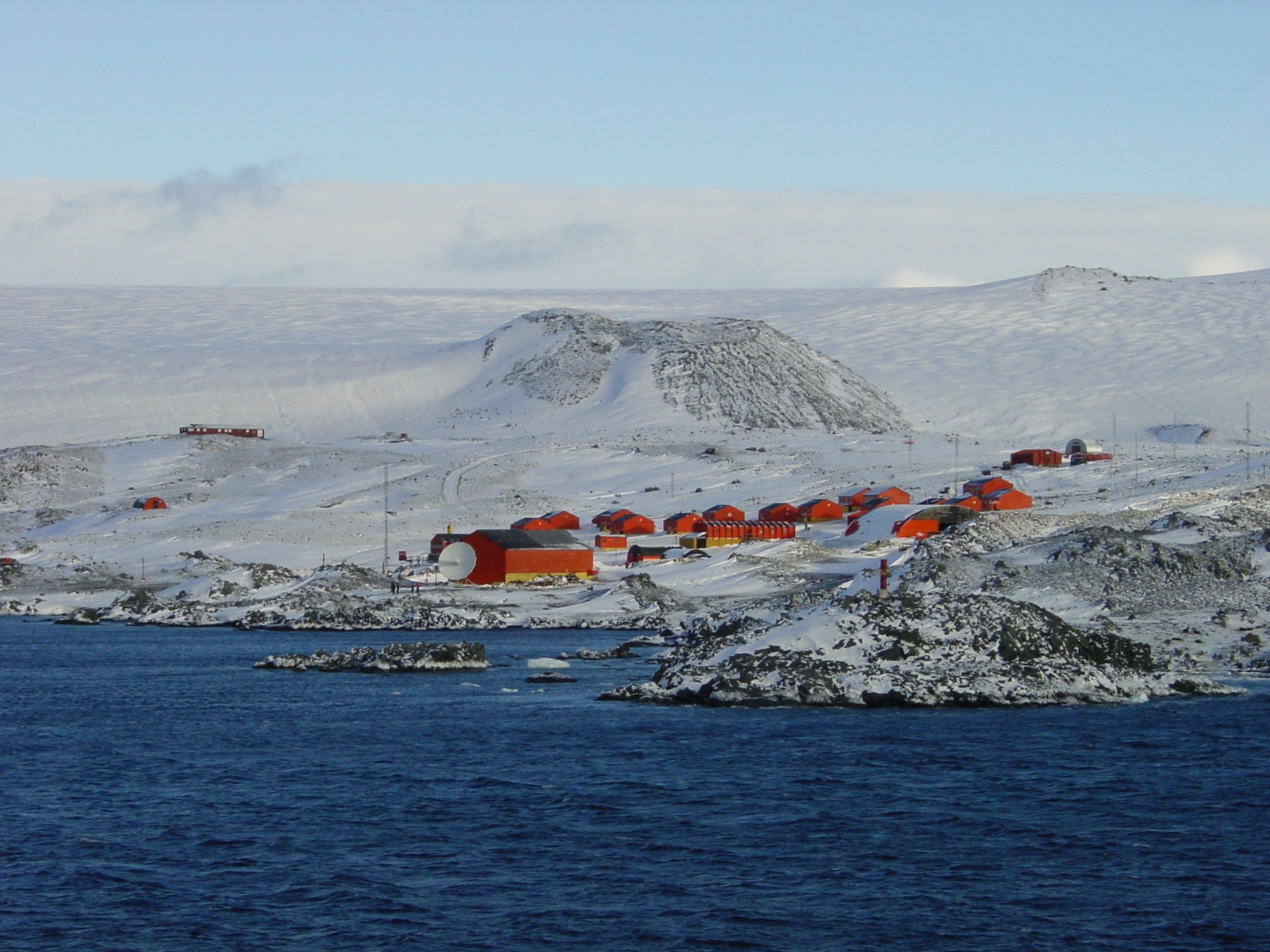
Vista en primer plano de la estación Base Esperanza, y al fondo a la izquierda la base uruguaya de Estación Ruperto Elichiribehety (ECARE).

Una reducida dotación de Ejército Argentino que tenía la misión de establecer la base Esperanza se alojó en el destacamento naval en 1953. En noviembre de ese año comenzó la construcción de la base, que fue abierta 17 de diciembre de 1952 como destacamento militar Esperanza. La dotación estaba compuesta por el capitán Jorge Edgar Leal, capitán Héctor Manuel Benavidez, teniente Carlos Néstor Bulacios, teniente Domingo Héctor Crotti, sargento ayudante Alberto Benicio Balegno y sargento ayudante Pedro Nicanor Ramos, y ha estado en operación permanente desde entonces. Una vez finalizado el edificio principal, el 4 de marzo de 1954 se realizó la inauguración formal de la base con la presencia del ministro de Marina Aníbal Olivieri.
En el invierno de 1962, el 14 de junio, partió de allí una expedición terrestre con trineos de perros comandada por el teniente primero Giró que el 24 de octubre alcanzó la base San Martín. Los perros de trineo fueron de la raza perro polar argentino, hoy extinta.
El 28 de febrero de 1976 se inauguró en la base la capilla San Francisco de Asís, la primera instalación del culto católico en la Antártida, celebrándose en ella el 16 de febrero de 1978 el primer matrimonio religioso en la Antártida. 
El Fortín Sargento Cabral, parte de la base, fue el escenario del nacimiento de Emilio Marcos Palma el 7 de enero de 1978, el primer nacimiento registrado de un ser humano en la Antártida. En total ocho personas nacieron en la base entre 1978 y 1983.
En 1978 se instalaron en la base siete familias, formando un poblado, por lo que se creó la escuela Presidente Julio Argentino Roca, dotada de autonomía desde 1997 (perteneciente a la provincia de Tierra del Fuego, Antártida e Islas del Atlántico Sur) y pasando a ser la escuela más austral del mundo. 
En 1979 en la base se instaló también la emisora radial LRA36 Radio Nacional Arcángel San Gabriel. La base cuenta con una oficina del Registro Civil (la número 2506, instalada en 1978) y una oficina postal del Correo Argentino.

## Descripción

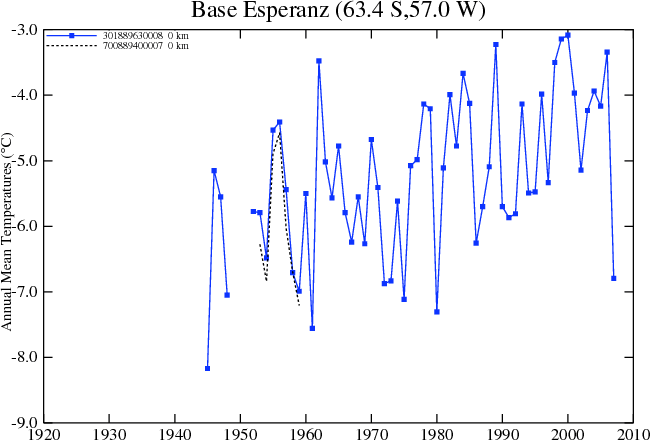
Temperatura promedio del aire en casilla meteorológica, de 1945 a 2007; elaborado por la NASA.

Se encuentra situada sobre una superficie de roca sólida, a 25 m s. n. m. y a unos 30 m de la costa, frente a una bahía con un adecuado fondeadero. Adyacente a ella se encuentra el glaciar Buenos Aires, en el que pueden anevizar aviones de porte mediano. La base cuenta también con un helipuerto.
La zona donde se emplaza la base corresponde a las reclamaciones territoriales antárticas de la Argentina, Chile y el Reino Unido.
La estación ocupa 43 edificios, cubriendo un total de 374 000 m²; aloja unos 1100 turistas anuales, que la visitan durante la temporada cálida. Aloja unos 80 habitantes durante el invierno, incluyendo dos maestros que ejercen en la escuela del poblado. 
Cuenta con un laboratorio del Instituto Antártico Argentino y una estación meteorológica; se realizan además investigaciones de glaciología, biología marina y terrestre y sismología.
La infraestructura de la base cuenta con 3877 m² bajo techo, 135 m² de laboratorios científicos, área logística de 252 m² y 90 camas. Cuenta para transporte: 2 Zodiac con motor fuera de borda, 2 camiones todo terreno de 1.5 ton, una camioneta, 1 snowcat, 1 tractor oruga, 1 camión, 1 bicicleta todo terreno, 1 apisonadora, 1 elevador móvil y 5 motonieves.

## Datos climáticos
La temperatura media anual es de -5,5 °C, -10,8 °C durante el invierno y 0,2 °C en verano. La tendencia desde 1948, cuando se dispone de las primeras mediciones fiables, es de +0,0315 °C/año, +0,0413 °C/año para el invierno y +0,0300 °C/año para el verano. Los vientos helados pueden alcanzar una velocidad de 200 km/h.[cita requerida]
En marzo de 2017 se confirmó y publicó la noticia de que el 24 de marzo de 2015 se registró en esta base la temperatura más alta en la historia de Antártida. Ese día, el termómetro marcó los 17.5 °C (63.5 °F). Sin embargo, la base Mendel, de la República Checa, informó que ellos registraron una temperatura superior: 17,8 °C, aunque este dato aún no ha sido confirmado por la OMM. Sin embargo, el 6 de febrero de 2020 el Servicio Meteorológico Nacional registró una temperatura de 18.3 °C, confirmando así que la Base Esperanza tiene el récord de la máxima temperatura registrada en la Antártida.
| Parámetros climáticos promedio de Base Esperanza                | Parámetros climáticos promedio de Base Esperanza | Parámetros climáticos promedio de Base Esperanza | Parámetros climáticos promedio de Base Esperanza | Parámetros climáticos promedio de Base Esperanza | Parámetros climáticos promedio de Base Esperanza | Parámetros climáticos promedio de Base Esperanza | Parámetros climáticos promedio de Base Esperanza | Parámetros climáticos promedio de Base Esperanza | Parámetros climáticos promedio de Base Esperanza | Parámetros climáticos promedio de Base Esperanza | Parámetros climáticos promedio de Base Esperanza | Parámetros climáticos promedio de Base Esperanza | Parámetros climáticos promedio de Base Esperanza |
| Mes                                                             | Ene.                                             | Feb.                                             | Mar.                                             | Abr.                                             | May.                                             | Jun.                                             | Jul.                                             | Ago.                                             | Sep.                                             | Oct.                                             | Nov.                                             | Dic.                                             | Anual                                            |
| --------------------------------------------------------------- | ------------------------------------------------ | ------------------------------------------------ | ------------------------------------------------ | ------------------------------------------------ | ------------------------------------------------ | ------------------------------------------------ | ------------------------------------------------ | ------------------------------------------------ | ------------------------------------------------ | ------------------------------------------------ | ------------------------------------------------ | ------------------------------------------------ | ------------------------------------------------ |
| Temp. máx. abs. (°C)                                            | 14.8                                             | 18.3                                             | 17.5                                             | 13.7                                             | 14.0                                             | 12.8                                             | 10.9                                             | 13.0                                             | 10.5                                             | 17.0                                             | 10.3                                             | 14.6                                             | 18.3                                             |
| Temp. máx. media (°C)                                           | 3.1                                              | 2.6                                              | -0.4                                             | -3.4                                             | -5.6                                             | -6.6                                             | -6.4                                             | -6.2                                             | -2.7                                             | 0.3                                              | 1.3                                              | 3.2                                              | -1.7                                             |
| Temp. media (°C)                                                | 0.5                                              | -0.5                                             | -3.1                                             | -7.3                                             | -9.6                                             | -10.9                                            | -10.8                                            | -10.5                                            | -7.0                                             | -3.6                                             | -1.7                                             | 0.4                                              | -5.3                                             |
| Temp. mín. media (°C)                                           | -1.8                                             | -2.9                                             | -6.4                                             | -11.1                                            | -13.4                                            | -15.1                                            | -15.0                                            | -14.7                                            | -11.1                                            | -7.4                                             | -4.6                                             | -2.1                                             | -8.8                                             |
| Temp. mín. abs. (°C)                                            | -6.9                                             | -12.0                                            | -20.9                                            | -26.0                                            | -29.6                                            | -30.0                                            | -32.3                                            | -31.0                                            | -27.0                                            | -23.0                                            | -17.8                                            | -8.9                                             | -32.3                                            |
| Precipitación total (mm)                                        | 56.2                                             | 65.0                                             | 75.5                                             | 59.1                                             | 54.4                                             | 47.4                                             | 54.1                                             | 72.1                                             | 62.2                                             | 56.4                                             | 65.0                                             | 59.0                                             | 726.4                                            |
| Días de nevadas (≥ 1 mm)                                        | 16                                               | 15                                               | 16                                               | 16                                               | 14                                               | 13                                               | 14                                               | 14                                               | 16                                               | 15                                               | 16                                               | 16                                               | 181                                              |
| Horas de sol                                                    | 93.0                                             | 127.1                                            | 89.9                                             | 60.0                                             | 31.0                                             | 12.0                                             | 21.7                                             | 43.4                                             | 87.0                                             | 136.4                                            | 144.0                                            | 161.2                                            | 1006.7                                           |
| Humedad relativa (%)                                            | 82                                               | 80                                               | 80                                               | 80                                               | 80                                               | 79                                               | 80                                               | 80                                               | 79                                               | 80                                               | 81                                               | 80                                               | 80.1                                             |
| Fuente n.º 1: Servicio Meteorológico Nacional (Argentina), NOAA |                                                  |                                                  |                                                  |                                                  |                                                  |                                                  |                                                  |                                                  |                                                  |                                                  |                                                  |                                                  |                                                  |
| Fuente n.º 2: Weatherbase                                       |                                                  |                                                  |                                                  |                                                  |                                                  |                                                  |                                                  |                                                  |                                                  |                                                  |                                                  |                                                  |                                                  |

## Servicios
- Enfermería y hospital
- Servicios de Internet y teléfono

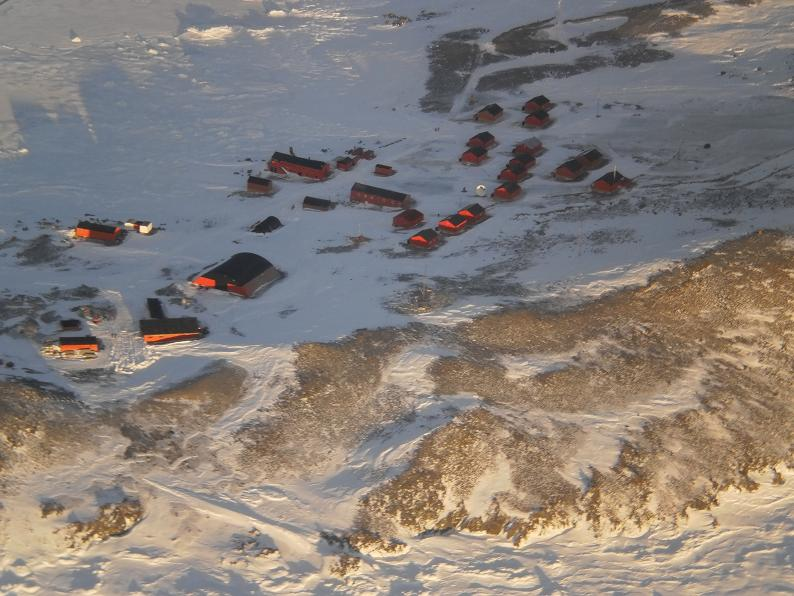
Vista aérea de la base en 2011.

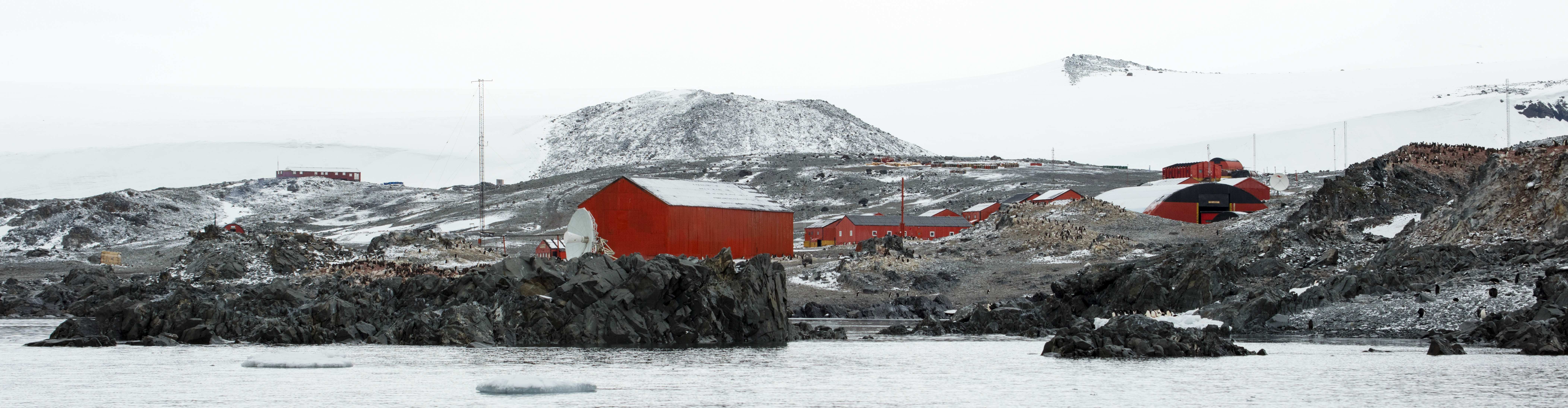
Vista de la base en 2016. Allí se destaca la antena de comunicaciones.

- Antena satelital para TV DirecTV. En la base hay una antena que permite ver canales de Buenos Aires
- Escuela n.º 38 Presidente Raúl Ricardo Alfonsín
- Oficina de correos
- Registro civil
- Radio: LRA36 Radio Nacional Arcángel San Gabriel
- Laboratorio (Esperanza)
- Capilla San Francisco de Asís
- Jefatura
- Usina principal y auxiliar
- Parque automotor
- Taller automotor
- Sismógrafo
- Depósitos varios
- 13 casas

El pequeño muelle de la base Esperanza (Puerto Moro) está en el lugar del antiguo refugio Puerto Moro, que la Armada Argentina construyó en la campaña de verano 1951-1952.
El destacamento naval Esperanza, que fue inaugurado el 31 de marzo de 1952 y destruido por un incendio el 15 de octubre de 1958, actualmente forma parte de la Base Esperanza, en donde el edificio reconstruido es llamado Galpón de Marina, y en el cual se encuentra un incinerador, los componentes de telefonía y una antena satelital.
En 2008 el INVAP instaló un generador eólico.

## Refugios
Se hallan bajo responsabilidad de la base el mantenimiento y cuidado de 18 refugios: General Martín Miguel de Güemes, Cristo Redentor, Libertador General San Martín, San Roque, Florentino Ameghino, Sargento Cabral, General Pedernera, Abrazo de Maipú, Infantería Argentina, Independencia Argentina, Paso del Medio, Kurtzman, Islas Malvinas (ex Antonio Moro), San Nicolás, Choza de los Suecos, etc.

## Asentamientos históricos

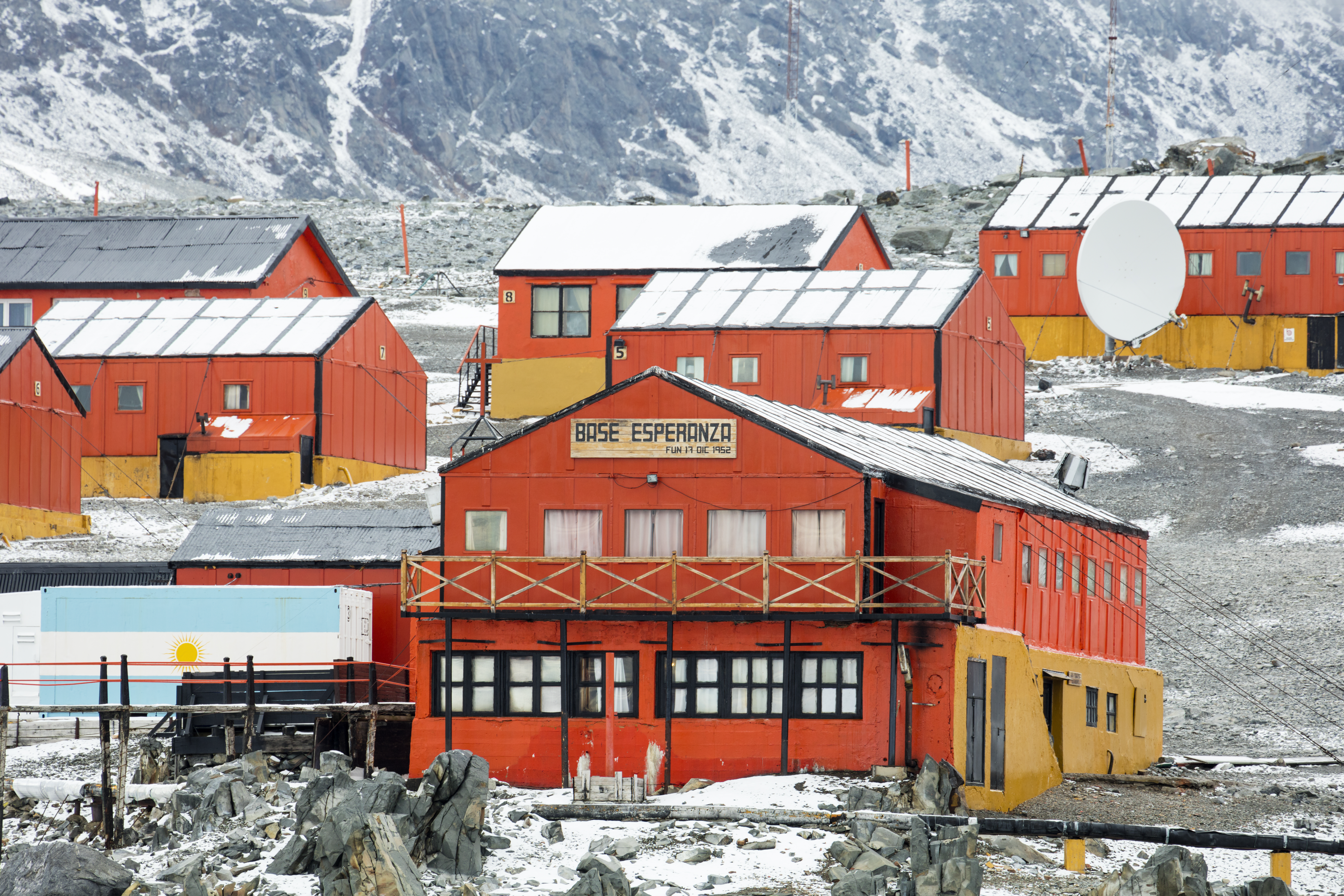
Edificios de la base.

### Primera capilla católica antártica
Puesta bajo la advocación de san Francisco de Asís, el Ejército instaló como una dependencia de la base Esperanza la primera capilla católica de la Antártida.
Fundada el 18 de febrero de 1976, desde ella se presta ayuda espiritual a las familias residentes y al personal de la base. Su primer sacerdote, (que invernó en el lugar dos años consecutivos) fue el jesuita Buenaventura De Filippis.

### Población del Fortín Sargento Cabral
El 13 de agosto de 1954 el general Hernán Pujato (en ese entonces director del Instituto Antártico Argentino -IAA-) elevó un informe a las autoridades nacionales proponiendo instalar un "caserío" en cabo Primavera. El plan preveía poblarlo con grupos familiares, una edificación funcional y enumeraba los gastos necesarios. El general Pujato consideraba que la obra era impostergable dado el interés que demostraban por la Antártida otras naciones y escribió: Acerca de esos primeros pobladores que con su permanencia, con los hijos que vendrán y con las posibles actividades que en ese medio se podrán desarrollar; harán por los derechos del país más que todo cuanto hasta hoy se ha hecho.
A fines de 1977 viajaron a Esperanza las primeras familias que invernaron durante el año siguiente.
En febrero de 1978, en ocasión de celebrarse el Día de la Antártida Argentina, se realizó en Esperanza una ceremonia que no tenía antecedentes en la vida antártica.
El bautismo católico del primer niño nacido en esta base (Emilio Marcos Palma, el 7 de enero de 1978), el casamiento de dos miembros de la base y la imposición del nombre Sargento Cabral al grupo de viviendas e instalaciones vecinas a la base Esperanza, que concretaban una vieja aspiración de Pujato: «Ver la Antártida ocupada por pueblos con hombres y mujeres para que las dos regiones extremas de la Patria, estuvieran verdaderamente unidas».
Las instalaciones del fortín fueron ampliadas a principios de 1979; se alojaron diez familias y dieciséis niños. Se concretó el Sanatorio Cruz del Sur para la atención de los grupos familiares.
María de las Nieves Delgado fue la primera niña antártica, nacida en la base Esperanza el 27 de marzo de 1978.
El 21 de septiembre de 1979 nació Rubén Eduardo De Carli y el 11 de octubre de 1979 Francisco Javier Sosa, tercero y cuarto niño respectivamente.
En 1980 el fortín mostró nuevas instalaciones y su ampliación permitió el alojamiento de 14 familias con 17 niños. El 14 de enero de 1980 se cumplió el quinto nacimiento: Silvina Analia Arnouil; el 24 de enero de 1980 nace José Manuel Valladares Solís y el 4 de febrero de 1980 el quinto varón; se trata de Lucas Daniel Posse. María Sol Cosenza nació el 3 de mayo de 1983.
Para la campaña antártica de invierno de 1994, el Instituto Antártico Argentino envió como parte de la dotación con destino a Esperanza, a la primera familia integrada por el técnico Héctor A. Ochoa (a cargo de la estación sismológica), su esposa Elisa B. Minne (en calidad de locutora de radio Arcángel San Gabriel) y a sus hijos Diego Gonzalo, Elisa Rocío y Vanesa Mariel Ochoa.

### Escuela antártica
El 14 de mayo de 1978 se inauguró en la base, una guardería infantil, jardín de infantes y la primera escuela antártica dependiente del Instituto Dr. Damaso Centeno, iniciándose los cursos regulares anuales a nivel primario y secundario para los integrantes del fortín. Desde el 1 de enero de 1992 pasó a depender del Estado Mayor General del Ejército (educación a distancia). A partir de 11 de agosto de 1997 por decreto n.º 1673/96 está a cargo del Ministerio de Educación de la provincia de Tierra del Fuego con el nombre de escuela provincial n.º 38 - Presidente Julio Argentino Roca. Desde el 19 de diciembre de 2012 su nombre fue cambiado a escuela provincial n.º 38 - Presidente Raúl Ricardo Alfonsín.

### Primera radiodifusora de onda corta en la Antártida (LRA 36)
Comenzó a transmitir desde Esperanza el 20 de octubre de 1979; la radiodifusora LRA 36 "Arcángel San Gabriel", en la banda de 49 m, en la frecuencia de 6030 kHz (hoy transmite en la banda de 19 m, en la frecuencia de 15476 kHz).
Esta emisora es el primer vínculo de su tipo que une en forma permanente al sector antártico y en especial, al territorio continental de la República. Destinada a ofrecer cultura, intercambiar informaciones, brindar lazos espirituales entre personas separadas por miles de kilómetros de distancia, en apoyo a la ciencia, técnica y a los transportes terrestres, aéreos y navales.

### Radio Club Argentino
El 20 de junio de 1980 se concretó la inauguración del Radio Club Argentino, con un concurso de radioaficionados en donde intervinieron 130 enlaces radiales.

### Grupo Scout N°1156 Esperanza Blanca (Scout de Argentina Asociación Civil -SAAC-) el más Austral del mundo
En febrero de 2011 se aprobó la apertura del grupo Scout Esperanza Blanca con número 1156 avalado por la Asociación de Scout de Argentina. Este grupo contaba con jóvenes pertenecientes a las familias que invernaban ese año.
La idea ya había sido implementada por un maestro scout hace varios años atrás. En esta oportunidad otro Maestro scout, IM Maximiliano V. Gastón Cuesta Caburé Alerta presentó un proyecto a la SAAC para implementar el escultismo con jóvenes entre 7 y 18 años.
Este grupo scout solo funcionó por el periodo de un año ya que los jóvenes retomaron a sus hogares luego de la campaña anual.

## Actividades

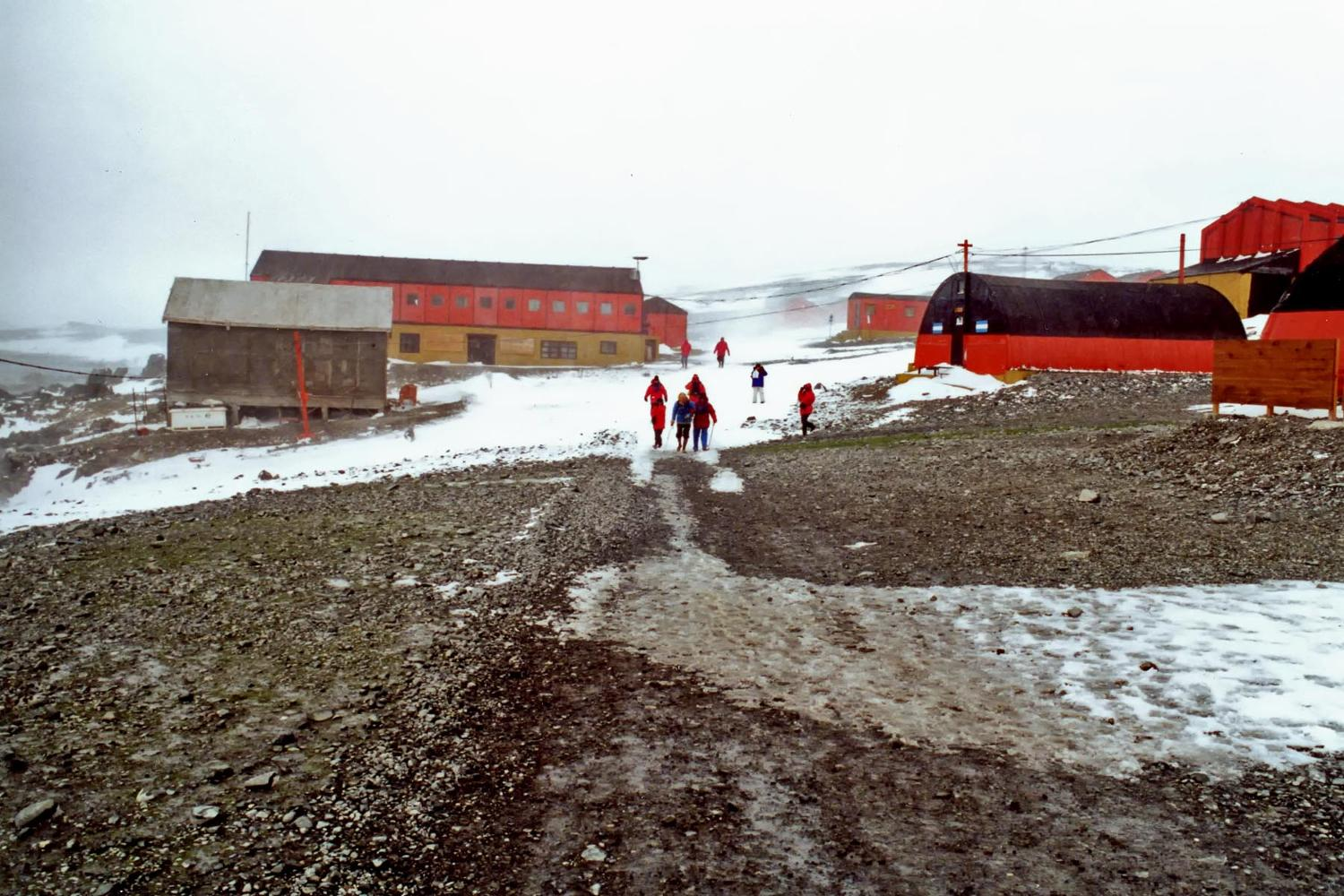
Vista de la base.

Las actividades desarrolladas son las siguientes:
- Logísticas y de mantenimiento de la base y de refugios.
- Reconocimientos y exploración.
- Apoyo a la actividad turística.
- Mantenimiento de la capacidad de búsqueda, salvamento y rescate.
- Apoyo sanitario.
- Comunicaciones y meteorología a las expediciones, bases, buques y aeronaves nacionales y extranjeras.
- Sostén logístico a la actividad científica.
- Funcionamientos de la escuela antártica.
- Funcionamiento de la emisora radial LRA 36.
- Funcionamiento de la oficina del Registro Nacional de las Personas.
- Funcionamiento de la Estafeta Postal del Correo Argentino.
- Mantenimiento de antenas satelitales.

Dentro de las tareas científicas, con participación también del personal de la DNA-IAA, existe el grupo de tarea de mareografía (convenio con la NOAA-Estados Unidos); grupo de tarea de sismografía (convenio con el Osservatorio Geofísico Sperimentale, Trieste, Italia); sismología y análisis de datos sísmicos (Estación sismológica permanente); glaciología; biología; monitoreo de colonias de pingüinos; geología; paleontología; limnología; ecología y gestión ambiental.

## Sitios y Monumentos Históricos

### Choza de los Suecos

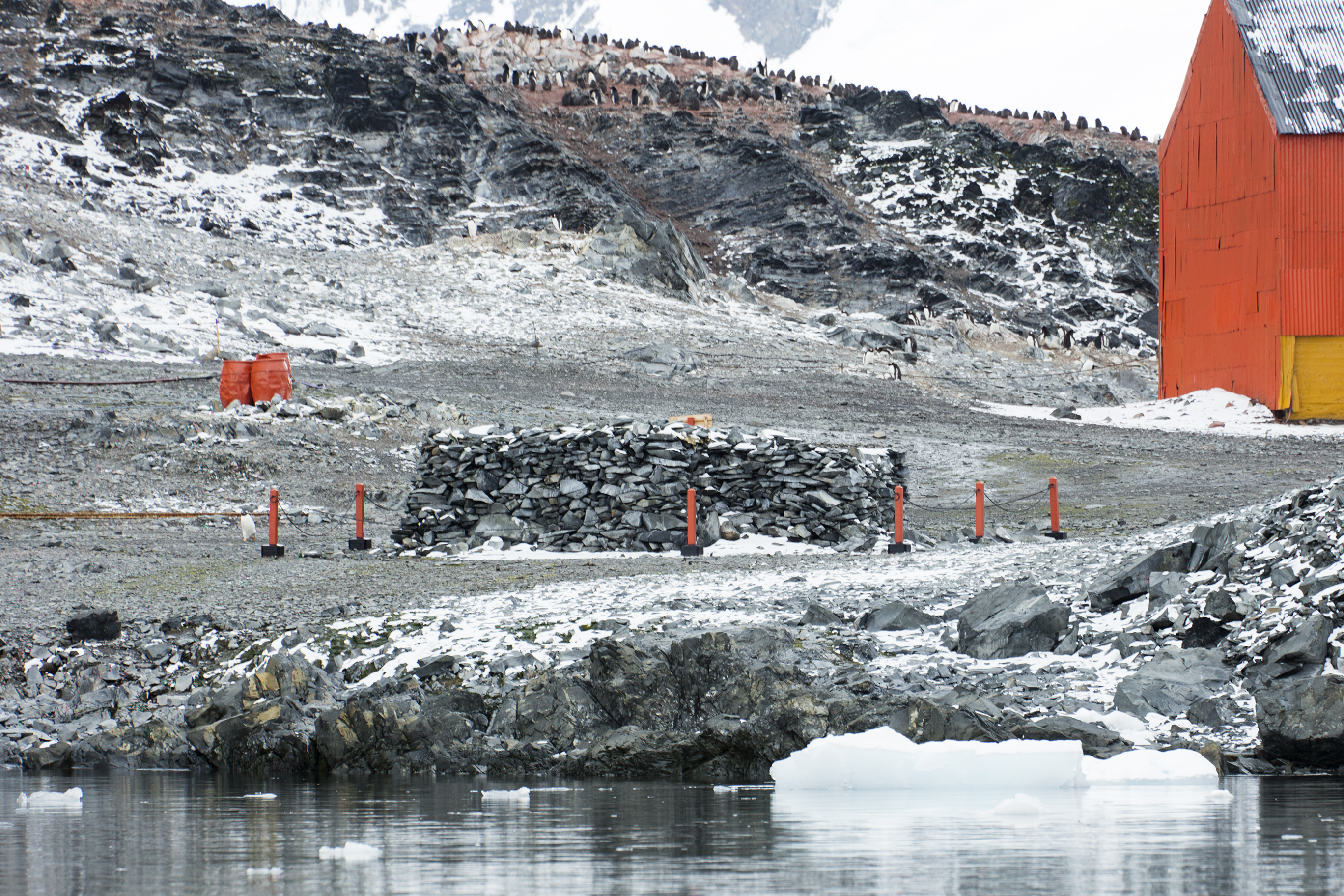
La choza de los suecos en 2016.

La Choza de los Suecos, casa de piedra de los expedicionarios suecos construida en 1903, fue designada en 1972 como Sitio y Monumento Histórico de la Antártida bajo el Tratado Antártico SMH 39: Cabaña de Bahía Esperanza. Fue designado a propuesta de Argentina y del Reino Unido, y gestionado por Argentina y Suecia.

### Busto del General San Martín
Parte de la base fue designada en 1972 como Sitio y Monumento Histórico de la Antártida bajo el Tratado Antártico SMH 40: Busto del General San Martín. Fue designado a propuesta y gestión de Argentina.
Las estructuras históricas que comprende el sitio son:
- Busto del General San Martín,
- pequeña gruta con una estatua de la Virgen de Luján,
- asta de bandera erigida en 1955,

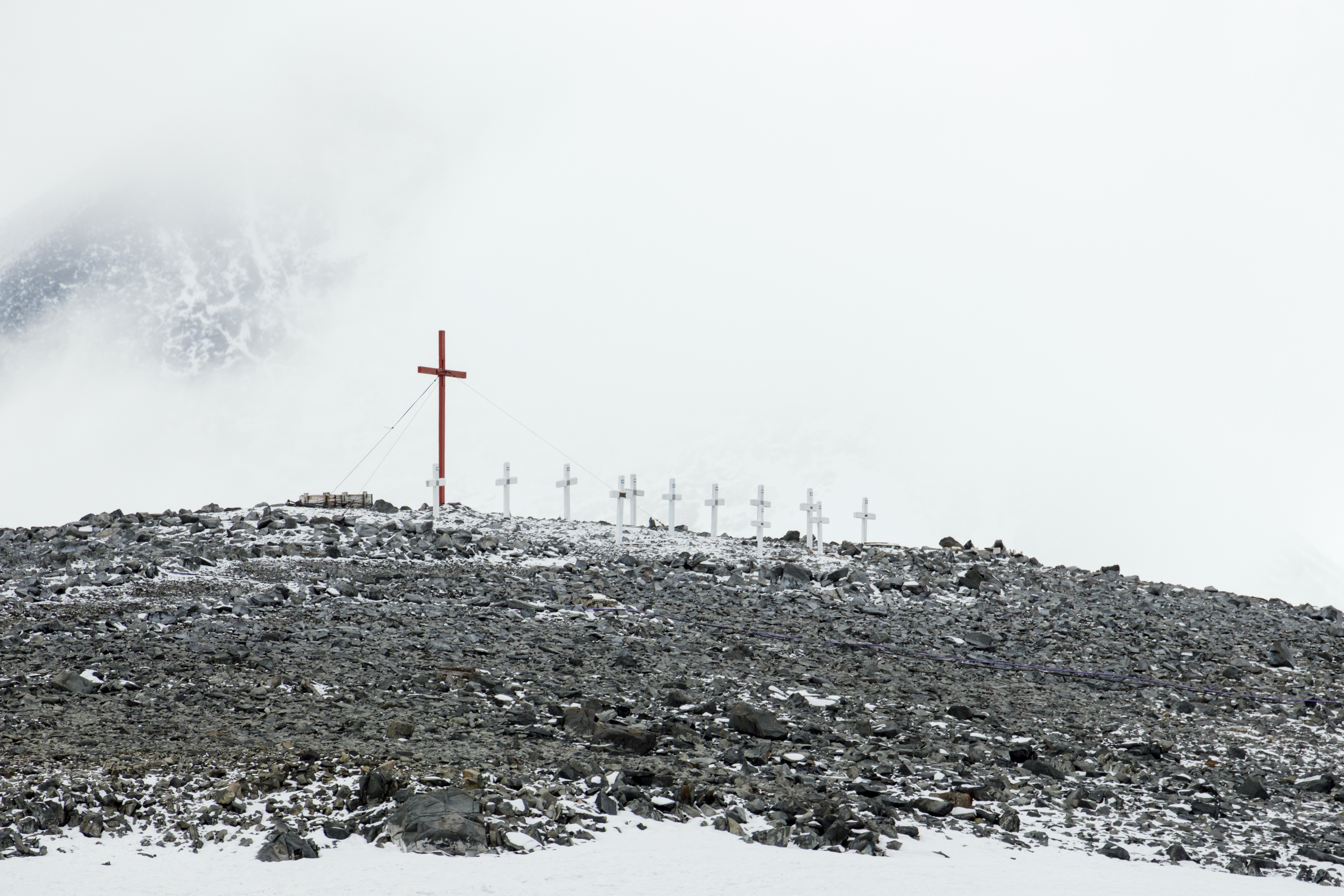
Vista del cementerio.

- cementerio y una estela que recuerda los miembros de las expediciones argentinas que murieron en la zona, los cuales son:
  - 1949: Arnoldo Serrano (*) -
  - 1949: Adolfo E. Molinero Calderón (*) -
  - 1949: Emiliano Jaime (*) -
  - 1957: Ever S. Rodríguez Argumedo -
  - 1962: Pedro P. Arcondo -
  - 1972: Oscar Kurzman -
  - 1977: Alejandro Merani -
  - 1977: Mario García -
  - 1977: Ricardo Segura -
  - 1980: Juan José Mariani -
  - 1987: Ernesto Daniel Lezcano -
  - 2014: Alberto Ioney Ramírez -

(*) Formaron en Copahue (Neuquén) el núcleo de la primera expedición a bahía Margarita; tuvieron la importantísima tarea de probar los equipos que luego fueron utilizados en la Antártida. En una interminable tormenta, cuando cumplían con las tareas impuestas por la superioridad perdieron la vida.